# Abingdon-on-Thames

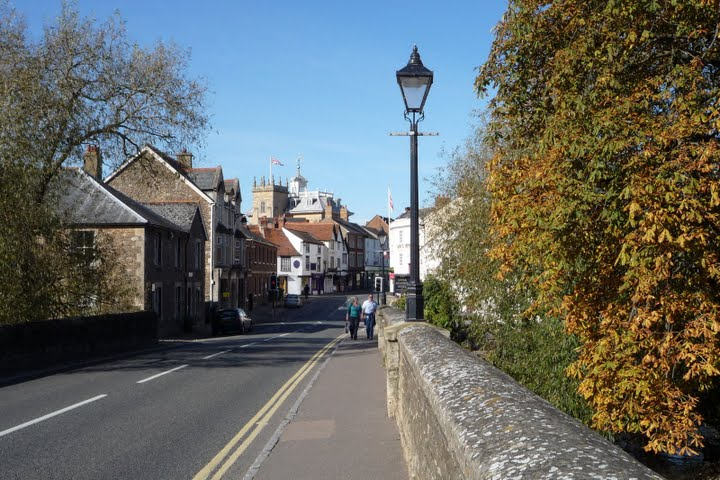
Vista de Abingdon.

Abingdon-on-Thames es una ciudad y tradicional núcleo comercial del Reino Unido, situada en el valle del Támesis en el sur de Inglaterra. Es sede del distrito de Vale of White Horse en el condado de Oxfordshire. Es la capital histórica del condado de Berkshire y uno de los muchos lugares de Gran Bretaña que reclaman para sí ser el núcleo habitado más antiguo del país.

## Historia
El sitio ha estado poblado desde principios o mediados de la Edad del Hierro y los restos de un oppidum, usado durante la ocupación romana, se encuentran debajo del centro de la ciudad.
Por su parte, la abadía de Abingdon se construyó durante el periodo sajón, hacia el siglo VII, tal vez en honor a un hombre o una mujer de nombre Æbba o Æbbe.

## Geografía
Abingdon-on-Thames tiene una población de 36.000 habitantes y está situada a 13 km al sudoeste de Oxford y descansa en el amplio valle del Támesis, concretamente en el margen occidental del río, justo en el punto en el que se le une el río Ock, proveniente del valle denominado Vale of White Horse.